# Ochradenus ochradeni
Ochradenus ochradeni là một loài thực vật có hoa trong họ Resedaceae. Loài này được (Boiss.) Abdallak mô tả khoa học đầu tiên năm 1967.